# NGC 5777
NGC 5777 é uma galáxia espiral (Sb) localizada na direcção da constelação de Draco. Possui uma declinação de +58° 58' 40" e uma ascensão recta de 14 horas, 51 minutos e 17,8 segundos.
A galáxia NGC 5777 foi descoberta em 17 de Abril de 1789 por William Herschel.